# Jevhen Konopljanka
Jevhen Olehovyč Konopljanka (ukrajinsky Євген Олегович Коноплянка; * 29. září 1989 Kropyvnyckyj) je bývalý ukrajinský profesionální fotbalista, který hrál na pozici křídelníka.
V letech 2010 a 2012 získal na Ukrajině ocenění „Fotbalista roku“.

## Klubová kariéra
V jinošství hrával v mládežnických týmech Olimpik Kirovohrad, v šestnácti letech přestoupil do Dněpru Dněpropetrovsk. V A-týmu debutoval 26. srpna 2007 proti FK Hoverla-Zakarpatja Užhorod (remíza 0:0). Jeho kariéra dostala grády v roce 2010, kdy byl vybrán do nominace na EURO 2012.
V prvním zápase šestnáctifinále Evropské ligy 2013/14 20. února 2014 proti Tottenham Hotspur FC vstřelil vítězný gól, Dněpr vyhrál nejtěsnějším rozdílem 1:0. S Dněprem se dostal do finále Evropské ligy 2014/15 proti španělskému týmu Sevilla FC, v němž jeho klub podlehl soupeři 2:3.
V létě 2015 se dohodl na smlouvě právě se španělským klubem Sevilla FC.

## Reprezentační kariéra
Konopljanka byl členem ukrajinských mládežnických reprezentací od kategorie do 17 let.
V A-mužstvu Ukrajiny debutoval 25. května 2010 v přátelském utkání proti hostující Litvě. Do střetnutí nastoupil v základní sestavě, Ukrajina zvítězila 4:0.

### EURO 2012
Zúčastnil se domácího Mistrovství Evropy ve fotbale 2012, které Ukrajina spolupořádala s Polskem. Odehrál na turnaji všechny tři zápasy svého týmu, postupně 11. června výhra 2:1 nad Švédskem (přihrával na vítězný gól Andriji Ševčenkovi), 15. června prohra 0:2 s Francií a 19. června porážka 0:1 s Anglií. Ukrajinské mužstvo skončilo se třemi body na nepostupové třetí příčce základní skupiny D.

### EURO 2016
Trenér Mychajlo Fomenko jej zařadil do závěrečné 23členné nominace na EURO 2016 ve Francii.